# Sartre par lui-même
Pour plus de détails, voir Fiche technique et Distribution.
Sartre par lui-même est un documentaire français réalisé par Alexandre Astruc et Michel Contat, sorti en 1976.

## Fiche technique
- Titre : Sartre par lui-même
- Réalisation :  Alexandre Astruc et Michel Contat
- Scénario : Alexandre Astruc et Michel Contat
- Photographie : Renato Berta et Jean-Jacques Machuel
- Montage : Annie Chevalley
- Musique : Luc Perini
- Production : INA - Sodaperaga Productions
- Pays :  France
- Genre : documentaire
- Durée : 191 minutes
- Date de sortie : France - 27 octobre 1976

## Sélection
- Festival de Cannes 1976[1]